# MTV Rocks
MTV Rocks är en brittisk musik-TV-kanal som funnits sedan oktober 1998, och främst visar musikvideor inom genren alternativ rock. Kanalen distribueras till UK och övriga Europa och däribland Sverige. MTV Rocks är fokuserad på musiken, till skillnad från MTV:s huvudkanaler, som sänder olika former av program. Eftersom man i Sverige sänder den brittiska versionen av MTV Rocks ser vi även reklam som inte är riktad till oss. MTV Rocks gick fram till den 1 mars 2010 under namnet MTV2, ett namn som kanalen fortfarande använder i USA.
På den europeiska marknaden finns, förutom olika versioner av MTV och VH1, även de brittiska kanalerna  MTV Rocks,  MTV Base, MTV Dance och  MTV Hits tillgängliga för europeiska operatörer, däribland svenska. Den svenska kabeloperatöreren Com hem hävdar dock att det inte finns något intresse för kanaler med musikvideor hos den konservativa svenska publiken varför sändningar av MTV Base, MTV Dance och MTV Hits aldrig skett.
1. ↑  Sky V ON channel breakdown (på engelska), uk.media.tv.sky, 18 november 1998, läs online.[källa från Wikidata]
2. ↑  MTV Rocks (på engelska), Paramount Networks EMEAA, läs online.[källa från Wikidata]